# Nellie Keeler
Nellie Keeler (6 de abril de 1875 – 1903) fue una actriz circense infantil estadounidense conocida como Litle Queen Mab.

## Trayectoria
Nellie Keeler nació con enanismo hipofisario o proporcionado el 6 de abril de 1875, en Kokomo, Indiana. Era la más joven de las tres hijas y un hijo del matrimonio formado por Ezra y Maria Keeler. Su padre era un granjero y veterano de la Guerra de Secesión, habiendo servido con la 4.ª Caballería de Indiana. Ezra Keeler murió en 1917 septuagenario en una casa para veteranos de guerra discapacitados en Marion, Indiana. Maria Keeler vivió hasta los ochenta, y murió en 1937 en Kokomo.
A los tres años Nellie Keeler atrajo la atención de P. T. Barnum. A través de artículos de prensa local supo sobre su diminuta estatura. Nellie pesaba solo once libras (cuatro kilos) y medía poco más de dos pies (60 cm). Después de cuatro semanas de prueba exitosas, en 1878 empezó una gira con el circo Barnum, acompañada de su padre, como la "dulce niña de dorado cabello radiante". Barnum la mostraba de pie sobre el escenario elevada del suelo en traje de cachemira azul y falda corta. A su lado se sentaba el coronel Routh Goshen, un hombre que Barnum aseguraba tenía casi ocho pies de alto (2,40 m) y pesaba seiscientas libras (270 kg). El contrato de Nellie con Barnum estipulaba que un mal comportamiento de la niña podría anular su contrato y privar a su familia de un ingreso potencial de cien dólares al mes.
El trabajo de Nellie con Barnum llegó a su fin a los doce años, porque había crecido y ya no era lo suficientemente pequeña. Durante su corta carrera de nueve años Nellie fue anunciada como "un brote microscópico de humanidad", "un pequeño elfo", "una belleza hada", un "tamaño bolsillo de humanidad" y "la enana de Indiana". Los sustanciosos ingresos de Nellie con el circo permitieron a su padre convertirse en un granjero independiente, libre de hipoteca. Su necrológica, aparecida el 18 de junio de 1903 en el The New York Times, declara que falleció a la edad de veintiocho años de tuberculosis en su residencia cercana a Versailles, Indiana, y que su salud era decreciente desde la adolescencia.